# Charles Dufour (professeur)
Pour les articles homonymes, voir Charles Dufour et Dufour.
Charles Dufour, né le 20 septembre 1827 à Veytaux, mort le 28 décembre 1902 à Morges, est un scientifique et enseignant suisse.

## Biographie
Il étudie les sciences à l’académie de Lausanne et enseigne d’abord à Orbe (1845-1849), puis au collège de Morges (1852-1865), dirigeant ce dernier établissement de 1865 à 1890. Il est également professeur de mathématiques (1855-1869) et d'astronomie (1874-1901) à l'académie puis à l'université de Lausanne.
Auteur de travaux sur la scintillation et la lumière des étoiles, les mirages, l'opacité du charbon, les glaciers et la température des sources. Docteur honoris causa des universités de Bâle et de Genève (1895).
Bourgeois d'honneur de la ville de Morges (1892), une place de cette localité porte son nom.